# Артемчук, Галик Исакович
Галик Исакович Артемчук (3 сентября 1938, село Котов, Волынское воеводство — 1 июля 2017) — советский, украинский филолог. Кандидат филологических наук (1972). Профессор (1992).

## Биография
Выпускник Киевского государственного педагогического института иностранных языков, факультет немецкого языка, учитель английского и немецкого языков (1960).
- 1960—1961 — учитель английского и немецкого языков школы-интерната № 9 г. Горловки.
- 1961—1986 — преподаватель, старший преподаватель, доцент кафедры немецкой филологии, декан факультета немецкого языка Киевского государственного педагогического института иностранных языков.
- 1986—1988 — проректор по учебно-воспитательной работе КГПИ иностранных языков.
- с 12.1988−2009 — ректор Киевского государственного педагогического института иностранных языков (Киевского национального лингвистического университета).
- с 1998 — академик АНВШУ.
- с 12.1999 — академик АПНУ, отделение теории и истории педагогики.

Почётный доктор гуманитарных наук «Ворнер пасифик колледж» (г. Портленд, США)
- был включён в сборник «2000 выдающихся учёных 20-го столетия»
- член секции социогуманитарных наук Комитета Государственных премий Украины в области науки и техники
- член Национальной комиссии Украины по делам ЮНЕСКО
- член правления общества «Украина-Австрия»

Автор более 100 научных и научно-методических работ, в частности: «Справочник учителя немецкого языка. Немецкоязычные страны» (1985), «Сравнительная типология немецкого и украинского языков» (1987), «Методика организации научно-исследовательской работы» (2000) и др.

## Награды
- Орден Дружбы народов (1981);
- Медаль «В память 1500-летия Киева» (1982);
- Орден «За заслуги» III ст. (1998);
- Заслуженный работник образования Украины (05.2001);
- Почётная грамота Кабинета министров Украины (09.2001);
- Орден «За заслуги» II ст. (2004);
- «Знак Почёта» председателя Киевской горгосадминистрации (2005).